# Gregorio Salvador
Gregorio Salvador Caja (Cúllar, Granada, 11 de julio de 1927 - Madrid, 26 de diciembre de 2020) fue un filólogo, dialectólogo, lexicógrafo y crítico literario español. Fue discípulo de Manuel Alvar, con el que colaboró en la elaboración del Atlas lingüístico y etnográfico de Andalucía.
Fue académico de la Real Academia Española durante 34 años, en donde ocupó el sillón q desde 1986 hasta 2020.

## Trayectoria profesional

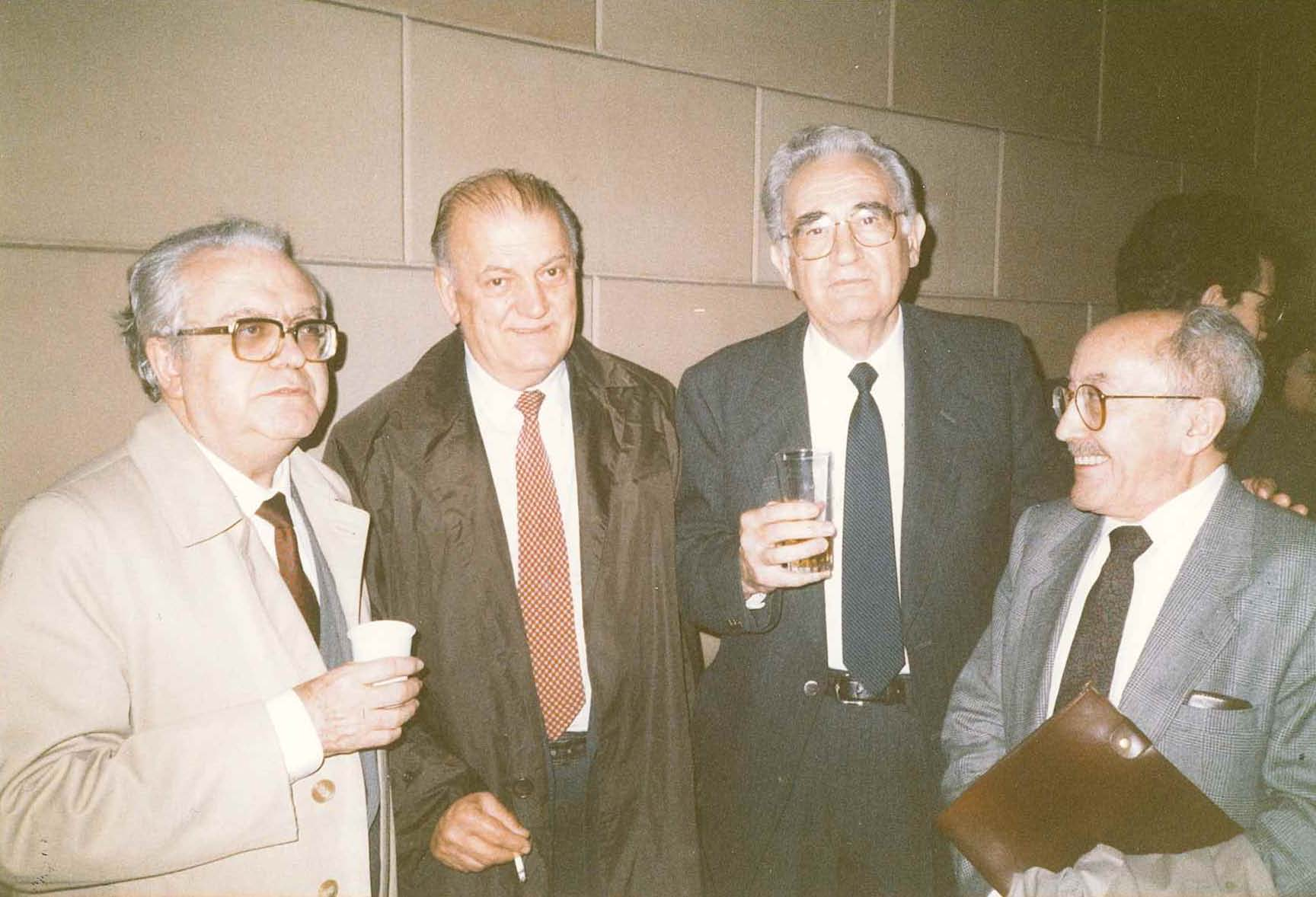
De izquierda a derecha, los filólogos Gregorio Salvador, Eugenio Coseriu, Francisco Marsá y Emilio Alarcos en la Universidad de Barcelona, marzo de 1989.

Licenciado en Filología Románica por la Universidad de Granada, cuando todavía era estudiante organizó con otros compañeros el primer homenaje a Federico García Lorca celebrado en la ciudad. Se doctoró en la Universidad Complutense de Madrid en 1953. En 1959 ganó por oposición la cátedra de Lengua y Literatura Españolas de Instituto, desempeñando la labor docente en Algeciras, Cartagena y Astorga. Desde su cátedra de Gramática Histórica, obtenida en 1966 en la Universidad de La Laguna, en Tenerife, introdujo en España la obra y el pensamiento de Eugenio Coseriu. Fue elegido decano de esta facultad al año siguiente y creó una fértil escuela de estudios semánticos estructuralistas, conocida como la «Escuela Semántica de La Laguna». Ejerció como profesor visitante en la Universidad de Maryland, en El Colegio de México y en la Universidad de Buenos Aires. A partir de 1975, continuó su magisterio en la Facultad de Letras de la Universidad de Granada y, en 1979, recaló en la Universidad Autónoma de Madrid. En 1980 alcanzó la cátedra de Lengua Española de la Facultad de Filosofía y Letras de la Universidad Complutense de Madrid donde, tras su jubilación, fue nombrado catedrático emérito.
Fue un crítico literario de reconocido prestigio. Publicó estudios literarios sobre poetas como Federico García Lorca, Blas de Otero, Miguel Hernández, Antonio Machado y Juan Ramón Jiménez. Defendió la validez de las teorías del círculo lingüístico de Copenhague, cuyo método de análisis siguió en sus trabajos.
En junio de 1986 fue elegido para ocupar el sillón q de la Real Academia Española, e ingresó en febrero de 1987 con un discurso acerca de la mencionada letra. En 1991, participó en la elaboración de un informe para el Ministerio de Cultura en defensa de la letra «ñ». Este informe pretendía evitar que tuvieran éxito las presiones ejercidas por la Comunidad Económica Europea sobre el gobierno español para que no fuese obligatorio incluir esta letra en los teclados comercializados en España. Finalmente, la CEE cedió al respecto.
Fue vicedirector de la Real Academia desde diciembre de 1999, cuando sustituyó a Ángel Martín Municio, hasta diciembre de 2007, cuando fue sustituido por José Antonio Pascual. No podía volver a presentarse, dado que los estatutos de la Real Academia Española no permiten que un hombre mayor de ochenta años se presente a cargo alguno.

## Asociaciones de las que formó parte
- Académico de la Real Academia Española (1987), siendo vicedirector (1999-2007)
- Presidente de la Sociedad Española de Lingüística (1990-1994)
- Miembro de honor de la Asociación de Hispanistas de Asia
- Académico honorario de la Academia de Buenas Letras de Granada (2008)
- Miembro correspondiente de la Academia Nacional de Letras del Uruguay
- Miembro correspondiente de la Academia Chilena de la Lengua
- Miembro correspondiente de la Academia Argentina de Letras
- Miembro correspondiente de la Academia Hondureña de la Lengua
- Académico honorario de la Academia Colombiana de la Lengua
- Académico honorario de la Academia Nicaragüense de la Lengua

## Premios y distinciones
Recibió, entre otros reconocimientos, los siguientes premios y distinciones:
- Premio de Periodismo José María Pemán (1987).[3][4]
- Doctorado honoris causa por la Universidad de La Laguna (1992).
- Doctor honoris causa por la Universidad de Granada (1994).
- Premio Mesonero Romanos (1995).
- Gran Cruz de la Orden Civil de Alfonso X el Sabio (1999).
- Premio de Periodismo González Ruano (2001).
- Premio Mariano de Cavia (2004).
- Medalla de honor de la Universidad Internacional Menéndez Pelayo (2004).
- Premio Españoles Ejemplares (2009) en la categoría de Arte y Humanidades, concedido por la Fundación para la Defensa de la Nación Española.
- Medalla de Andalucía (2010) entregada por el gobierno autonómico.
- Doctor honoris causa por la Universidad de Alcalá (2011).
- En Cúllar, su localidad de origen, el instituto de educación secundaria[5] y una de sus plazas[6] han recibido su nombre como homenaje.

## Controversias

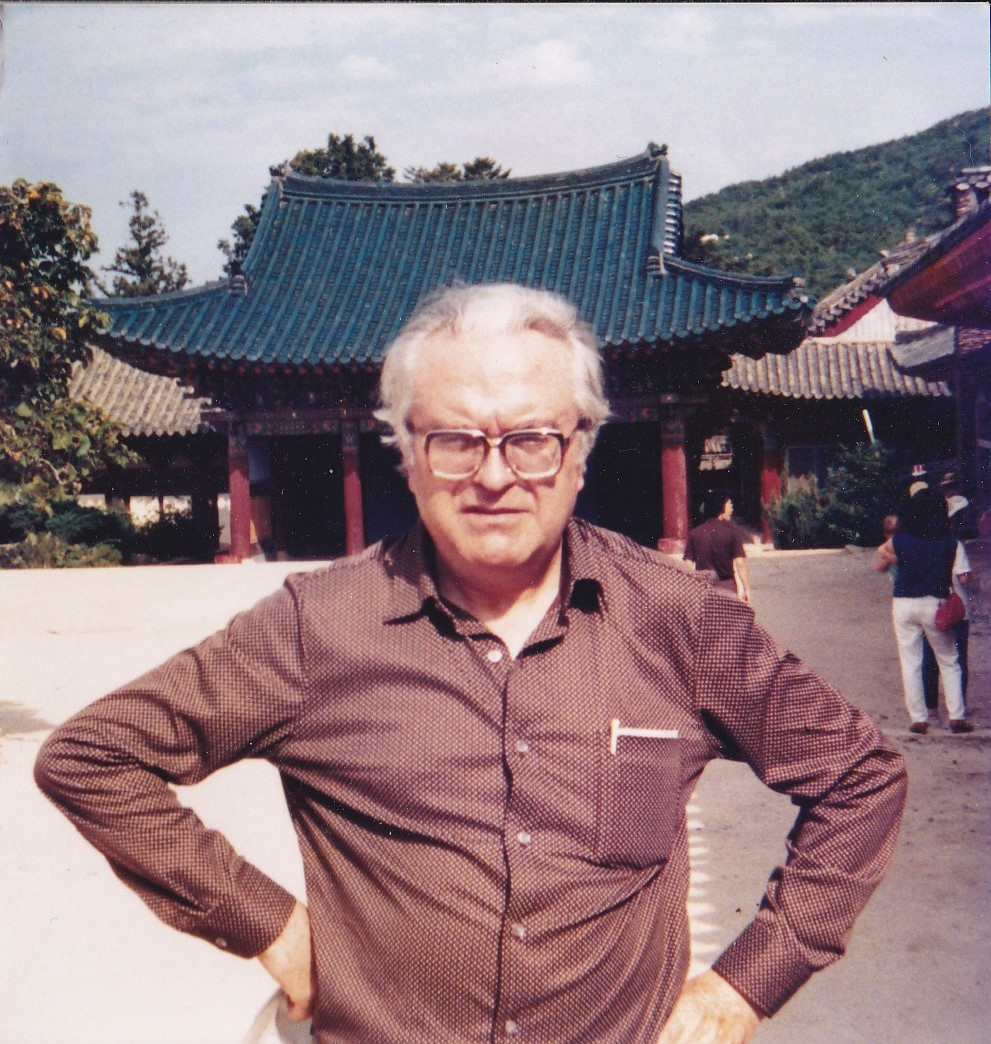
Gregorio Salvador en Taipéi en septiembre de 1985.

### Opiniones acerca de la situación lingüística en España
Salvador expresó en múltiples ocasiones su desacuerdo con la política educativa y lingüística que se realizó en España desde la Transición Española. Publicó varios artículos y libros denunciando los problemas de la enseñanza española, hecho que se acentuó, a su juicio, desde la implantación de la LOGSE. Salvador criticó las reformas educativas de PP y PSOE por considerar que resultaban insuficientes en muchos aspectos y agravan los problemas existentes.
El académico no creía que la finalidad de la lengua fuese la de crear identidad, sino comunicarse con el mayor número de personas posible. De ahí que sostuviera que los nacionalistas debían fijarse en otros aspectos si pretendían diferenciarse, ya que su posición era contraproducente y únicamente los perjudicaría a largo plazo. Con todo, bajo el prisma de estos movimientos los idiomas «suelen trocarse, (...) intencionadamente, en símbolos y, convertido en símbolo el instrumento, resulta fácil humanizarlo» y convertirlo en arma. Sin embargo, desde su perspectiva, «la guerra es afición de los hombres, no asunto de las lenguas». Como ejemplo, Salvador esgrimió que una de las grandes desgracias de muchos países africanos fue la incomunicación de gran parte de sus habitantes, los cuales no hablan las lenguas mayoritarias, lo que origina que sólo el grupo que domine esa lengua (generalmente francés o inglés) acceda a posiciones dominantes. Salvador expresó que:

hay una tendencia, creciente en los últimos decenios, a considerar como un drama la desaparición de lenguas minoritarias. Y yo he de decir que en estos tiempos se tiende a percibir como agresivo: que esa desaparición yo no la considero un drama, sino todo al contrario [...]. Sin la paulatina y constante desaparición de lenguas minoritarias, a través de los siglos, la atomización lingüística sería de tal envergadura que esta misma reunión que estamos celebrando sería imposible [...] y, por supuesto, yo no podría ejercitar mi facundia fuera de los límites estrictos del casco urbano de mi pueblo natal.

Ideas como esta han recibido diversas críticas. Por ejemplo, Jesús Tuson, fundador de la Cátedra de lingüística de la Universidad de Barcelona, señala críticamente en Mal de llengues (Barcelona, 1988) que Gregorio Salvador se arrogaría para sí mismo el derecho de «ir por el mundo hablando una sola lengua» [...] además de dejarse llevar por «la insensibilidad del egocentrismo y del etnocentrismo». También lo acusa de inflar, en Lengua española y lenguas de España (1987), las cifras de hablantes de español al tiempo que minimizaba el número de quienes utilizaban las lenguas minorizadas en España.
Se manifestó contrario a la «imposición» de las lenguas propias de cada autonomía, al servir el español como lengua común para el país. En su opinión, la situación actual es comparable a la que se produjo durante el franquismo, con el agravante de que aquella política, aunque tampoco era deseable, imponía una de las lenguas más habladas en el globo, lo que hace que la considere «menos grave», mientras que actualmente se hace lo contrario con idiomas mucho menos hablados y, por tanto, menos prácticos. Salvador se refería en concreto a la situación que, según ciertos grupos, se produce en Cataluña y País Vasco, donde se hace difícil el acceso a la enseñanza en castellano. A su juicio, en España el castellano presta «un gran servicio a la interrelación [...] de todos los pueblos peninsulares, hablen o no hablen en su región una variedad románica o no románica que persista» y que «necesitan una lengua de relación que es el castellano». Afirma que «lo ideal sería que habláramos todos la misma lengua y que no hubiera ninguna otra», porque las lenguas «son instrumentos de comunicación. La abundancia de lenguas no es riqueza». En concreto, el lugar de las otras lenguas sería para él «el que les reconoce la constitución [...], la cooficialidad». En el tema del bilingüismo, señala que «la posibilidad del pluralismo lingüístico personal es siempre beneficiosa», pero se manifiesta contrario a desterrar a una lengua como el español, que según él es la lengua materna de más de la mitad de la población en todas las regiones bilingües.

### Críticas a la ministra Aído
En 2008 criticó —junto con otros dos miembros de la RAE, Salvador Gutiérrez Ordóñez y Arturo Pérez-Reverte— a la por entonces ministra de Igualdad Bibiana Aído por usar la fórmula «miembros y miembras». 
Según Salvador, la fórmula utilizada por la ministra era una «vergüenza» y el hecho de que se explicase en la influencia recibida durante un reciente viaje a América del Sur resultaba «insultante, porque en América del Sur es, quizá, donde pueda producir más irritación una cosa de este tipo porque la atención, el cuidado y el mimo que suelen tener en la utilización de nuestra lengua común es generalmente superior al que se tiene en España», además de afirmar sobre la ministra que «casi nunca nadie está solo en su propia estupidez, siempre tiene acompañantes», haciendo referencia a que habrá más gente que utilice la fórmula de «miembras». Para el académico «lo que se siente es vergüenza que [sic] use la lengua de esa manera. Si fuera, siquiera, para hacer una gracia, puede deformarse el género de una palabra que es masculina, porque pertenece al género, que no tiene nada que ver con el sexo (...). Ahora resulta que si se le hace un femenino a miembra, pues la pierna será una miembra, no un miembro y el brazo será, en cambio, un miembro». Finalmente, añadió con sarcasmo que «cualquiera puede inventar palabras y decir que las pongan en el diccionario (...). Siempre tenemos locos que escriben a la Academia pidiendo cosas peregrinas [...], [por lo que la ministra] puede escribir a la Academia». 
Bibiana Aído explicó posteriormente que se trató de un lapsus o error, «pero, ¿por qué no?, quizás veamos en el diccionario en equis tiempo la palabra miembra incorporada» además de lamentar la importancia que se le dio a este detalle: «no vamos al fondo de las cuestiones, es lo que suele suceder, desgraciadamente tenemos una enorme capacidad de síntesis y una enorme capacidad de quedarnos con lo anecdótico».

## Obras

### Obras lingüísticas
Algunas de sus obras filológicas son:
- El habla de Cúllar-Baza: contribución al estudio de la frontera del andaluz (1958)
- Unidades fonológicas vocálicas en el andaluz oriental (1977)
- Las otras vocales andaluzas (Revista Española de Lingüística, 1989)
- Semántica y lexicología del español (Madrid, Paraninfo, 1985)
- Estudios dialectológicos (Madrid, Paraninfo, 1987)
- La lengua española, hoy, en colaboración con Manuel Seco (Fundación Juan March, 1995)

Fue el principal ponente de la nueva edición de la Ortografía de la lengua española (1999), una actualización de las normas ortográficas de la RAE, que contaban ya con más de un siglo de antigüedad.

### Obra ensayística. Recopilaciones de artículos
Publicó varias recopilaciones de artículos publicados en ABC o Marca, entre otros periódicos. Destacan:
- Lengua española y lenguas de España (Ariel, 1987)
- Política lingüística y sentido común (Istmo, 1992)
- Un mundo con libros (Espasa-Calpe, 1995)
- Historia de las letras, junto con Juan Ramón Lodares (Espasa-Calpe, 1996)
- Granada, recuerdos y retornos (Universidad de Granada, 1996)
- El destrozo educativo (Grupo Unisón, Madrid. 2004, actualmente editorial Alegoría)
- El fútbol y la vida (Grupo Unisón, Madrid, 2007, actualmente editorial Alegoría)
- Noticias del Reino de Cervantes (Espasa-Calpe, 2007)
- Estar a la que salte (Espasa-Calpe, 2007)

### Obras de ficción
En los últimos años, Gregorio Salvador empezó a publicar algunas obras de ficción que recibieron buenas críticas. Sin embargo, se trata de un escritor poco prolífico. Sus obras principales de este tipo son las siguientes:
- Casualidades (Espasa-Calpe, 1994). Cuentos y relatos
- El eje del compás (Planeta, 2002). Novela
- Nocturno londinense y otros relatos (Espasa-Calpe, 2006). Cuentos y relatos

| Predecesor: -                    | Académico de la Real Academia Española Sillón q 1987 - 2020 | Sucesor: Asunción Gómez Pérez (electa) |
| Predecesor: Ángel Martín Municio | Vicedirector de la Real Academia Española 1999 - 2007       | Sucesor: José Antonio Pascual          |